# Ball de galeres de Reus
El Ball de Galeres de Reus és un ball del Seguici Festiu de la ciutat que surt per la Festa Major de Sant Pere al juny, i per la de la Mare de Déu de Misericòrdia, al setembre.

## Història
La primera notícia escrita d'aquest ball en les festes reusenques fa referència a la seva participació en les festes en honor de sant Bernat Calbó l'any 1733. El relat de l'actuació del ball diu així: 

Ocho movedizos bergantines que, hechos llamas de vivo fuego, le boltearon por todo el contorno disparándole un laberinto de chispas, truenos y centellas, a cuyo tiempo, el castillo dió sus últimos bostezos, hechando todo el resto de la preñez de su fuego, que confundiéndose con el de las ocho cascadas naves, fué tan terrible el combate que espiraron todos a un tiempo".

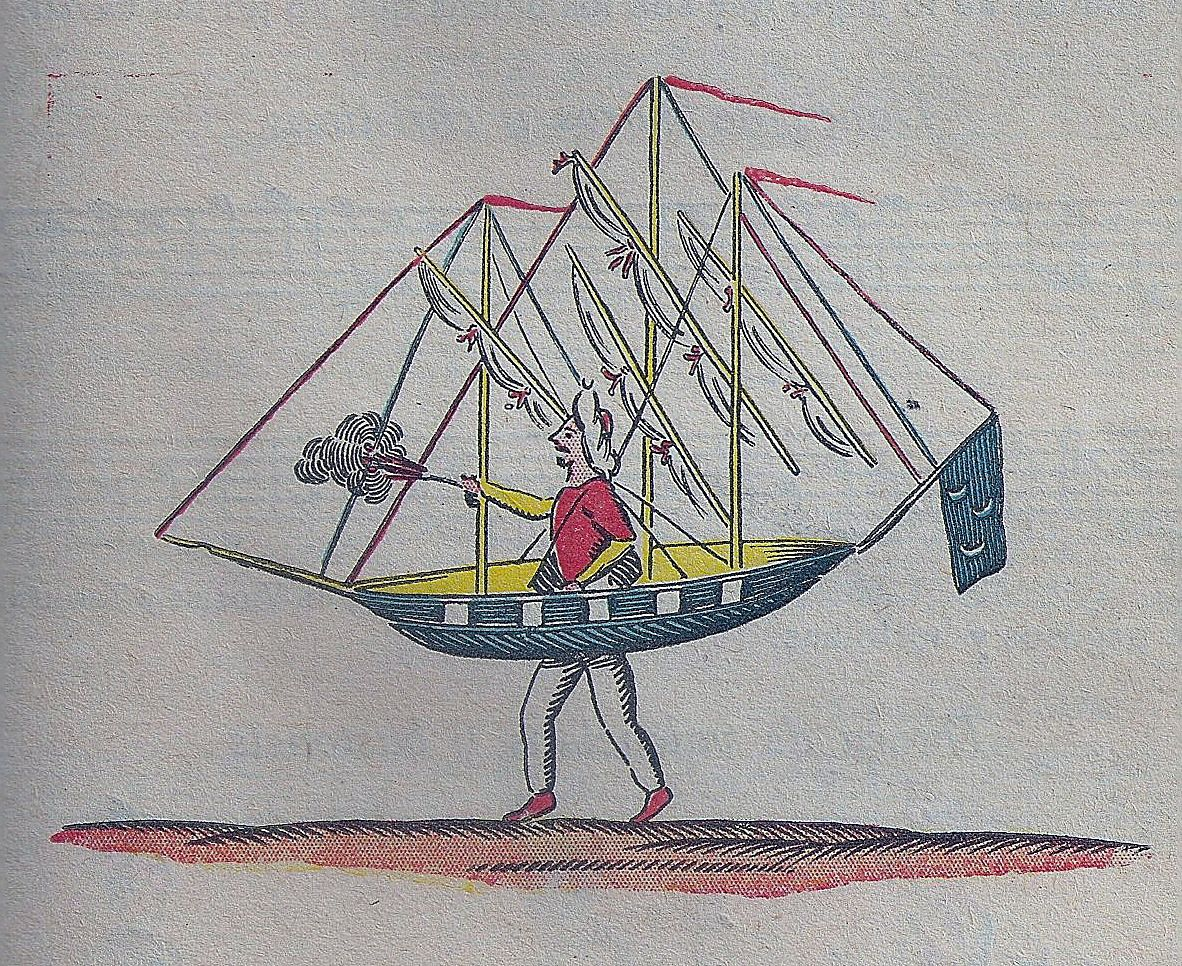
Ball de Galeres. Dibuix d'Andreu de Bofarull

Aquest ball corresponia al gremi de galoners, que agrupava els teixidors especialitzats en la fabricació de passamaneria, i va participar activament en les festes reusenques entre finals del segle xviii i començaments del segle xix. Figura l'enfrontament entre quatre naus cristianes i quatre naus turques, construïdes amb tires fines de fusta que els balladors porten penjades a mig cos subjectades per unes corretges. Hi participen també un àngel, vestit de blanc amb espasa i escut, i un diable, de color vermell i negre i caputxa amb banyes, que representen el bé i el mal. Els dos grups es diferencien pel color de les banderes de les respectives naus. El ball vol representar la batalla de Lepant i la victòria de l'armada cristiana sobre l'armada turca. El ball de Galeres havia estat una de les danses més luxoses del seguici reusenc. Una descripció del 1792 destaca "lo costoso y opulento de lo que adornaba a los danzantes, especialmente en los bayles de galeras y caballuelos, en que hubo hombre cuyos atavíos llegaban al valor de diez mil pesos".
Es pot emmarcar en l’àmbit de les representacions de batalles navals o naumàquies —representades ja pels romans en els seus amfiteatres i que arribaren fins a l’Edat Moderna—, així com en la tradició de danses que figuren la lluita entre moros i cristians.

## Recuperació
La dansa es va reincorporar al seguici el 2001, a càrrec de la Coordinadora de Danses Tradicionals de Reus. La seva reconstrucció es basa en la minsa documentació existent i, sobretot, en el dibuix i les anotacions d'Andreu de Bofarull, del primer terç del segle XIX: "Las galeras son iguals en moros y cristians y sols se diferencian en que las unas porten una bandera blanca ab creu vermella y las altres blava ab mitjas llunas blancas".
Un detall que els identifica és l'ús d'armes de foc. Els balladors porten pedrenyals amb què disparen a la part final de la dansa, de manera semblant com fan els balladors del ball d'en Serrallonga. L'acompanyament musical és fet per una cobla de ministrers.